# Иманов, Самид Гюлага оглы
Самид Гюлага оглы Иманов (азерб. Samid Gülağa oğlu İmanov; 14 октября 1981, пос. Советабад, Нефтечалинский район — 3-4 апреля 2016, окрестности села Талыш, Нагорный Карабах) — азербайджанский военнослужащий, майор, участник боевых действий в Нагорном Карабахе в начале апреля 2016 года. Национальный герой Азербайджана.

## Биография
Самид Иманов родился 14 октября 1981 года в посёлке Советабад (ныне — Гасанабад) Нефтечалинского района Азербайджанской ССР. В 1998 году окончил среднюю школу № 1 Нефтечалинского района и поступил в Азербайджанское высшее военное училище, которое с отличием окончил в 2003 году. Будучи курсантом Иманов дважды отмечался наградами (первый раз Иманова наградил лично президент Азербайджана Гейдар Алиев, а второй раз — его преемник Ильхам Алиев).
Участвовал в курсах по «планированию и воплощению операций внутренней безопасности», учений «Командо» и курсов свободных прыжков с парашютом в Турции, а также в тактических совместных учениях «Анадолу — 2007» и «Анадолу Гарталы — 2007» в Турции, «Лепирчи» и «Антитеррор» в Пакистане.
Самид Иманов принимал участие в курсах «Учения в горах» в Швейцарии и курсах инструктора по скалолазанию в Румынии.
Начиная с июня 2004 года Иманов служил в должностях заместителя командира группы, командира группы, командира роты, командира состава, начальника штаба и заместителя командира воинской части специального назначения.
Некоторое время Иманов был начальником охраны министра обороны Азербайджана Закира Гасанова. Вскоре по собственному желанию вернулся в часть спецназа, где служил в должности начальника штаба и помощником командующего войсками специального назначения.
В августе 2014 года отряд, которым командовал Самид Иманов, принял участие в боевой операции на линии соприкосновения армяно-азербайджанский сил.
За время службы был награждён шестью медалями. К моменту гибели обучался на последнем курсе генштаба. На эти курсы Самид Иманов был зачислен в качестве кандидата в генералы.
Принимал участие в параде на Красной площади 9 мая 2015 года в 70-ю годовщину со дня окончания Великой Отечественной войны за что был награждён медалью Министерства обороны Российской Федерации.
В ночь на 2 апреля 2016 года на линии соприкосновения армяно-азербайджанских сил в Нагорном Карабахе начались интенсивные боевые действия. Соглашение о прекращении огня было заключено только 5 апреля. В ночь с 3 по 4 апреля майор Самид Иманов получил ранение в боях в окрестностях села Талыш. Солдаты его отряда хотели вынести его с поля боя, но Иманов приказал прежде вынести раненого прапорщика. Вскоре группа вернулась за командиром, но не обнаружила его. Иманов, чтобы не попасть в плен к противнику, удалился с поля сражения, но скончался от потери крови.
Майор Иманов был похоронен 9 апреля на Аллее Шахидов родного посёлка Гасанабад.
На момент гибели был женат. Осталось двое детей, одному из которых было 4 года, а другому — 2 месяца.
19 апреля 2016 года распоряжением президента Азербайджана Ильхама Алиева Самиду Иманову «за проявленный героизм и отвагу при защите территориальной целостности Азербайджанской Республики» было присвоено высшее звание Национального героя Азербайджана (посмертно).

## Награды
За годы службы Самид Иманов был награждён шестью медалями своей страны.
- Медаль «За безупречную службу» 3-й степени (10 лет службы)
- Медаль «За безупречную службу» 2-й степени (15 лет службы)
- Медаль «За отличие в военной службе» 3-й степени
- Медаль «За отличие в военной службе» 2-й степени
- Медаль «90-летие Вооружённых Сил Азербайджанской Республики (1918-2008)»
- Медаль «95-летие Вооружённых Сил Азербайджанской Республики (1918-2013)»
- Медаль «Золотая Звезда» и звание Национального Героя Азербайджана (посмертно).